# Gero Schachthöfer
Gero L. K. Schachthöfer (* 18. September 1948 in Bonn; † 29. Oktober 2024) war Brigadegeneral der Luftwaffe der Bundeswehr. In seiner letzten Verwendung war er von 2007 bis 2010 Kommandeur des Bundeswehrkommandos USA und Kanada.

## Militärische Laufbahn

### Ausbildung und erste Verwendungen
Schachthöfer trat 1967 als Offizieranwärter in Fürstenfeldbruck in die Bundeswehr ein. Der Offizierausbildung an der Offizierschule der Luftwaffe in Neubiberg folgte eine Ausbildung zum Flugabwehrraketen-Offizier HAWK an der Raketenschule der Luftwaffe in El Paso, Vereinigte Staaten. Danach folgte ab 1970 eine Verwendung als Zugführer und Feuerleitoffizier des Waffensystems HAWK im Flugabwehrraketenbataillon 37 in Cuxhaven. Von 1973 bis 1974 war Schachthöfer Leiter des Unteroffizierlehrgangs im Flugabwehrraketenregiment 3 in Heide. Hieran schloss sich eine Verwendung als Hörsaalleiter an der Offizierschule der Luftwaffe in Neubiberg an, bevor er Ende 1977 wieder nach Heide zurückkehrte und dort für wenige Monate im Flugabwehrraketenbataillon 38 als Erkundungsoffizier eingesetzt wurde. Von 1978 bis 1981 war Schachthöfer Adjutant des Kommandierenden General des Luftflottenkommando, Generalleutnant Bruno Loosen, in Köln und anschließend bis 1982 Erkundungsoffizier im Flugabwehrraketenbataillon 33 in Lenggries.

### Generalstabsausbildung und Dienst als Stabsoffizier
Es folgte die Ausbildung zum  Offizier im Generalstabsdienst an der Führungsakademie der Bundeswehr in Hamburg von 1982 bis 1984 im 27. Generalstabslehrgang Luftwaffe. Danach wurde Schachthöfer Einsatzoffizier und Staffelchef in der 2. Staffel des Flugabwehrraketenbataillons 37 in Bremervörde, bevor er an die Führungsakademie der Bundeswehr nach Hamburg zurückkehrte und dort als Planungsstabsoffizier für den Generalstabslehrgang der Luftwaffe eingesetzt wurde. 1988 wurde Schachthöfer nach Mons in Belgien versetzt und war im dortigen NATO-Hauptquartier Europa (Supreme Headquarters Allied Powers Europe) in der Policy Division für die Bearbeitung der Langfrist-Verteidigungsplanung zuständig. Ab 1990 folgten Verwendungen im Bundesministerium der Verteidigung in Bonn, zunächst als Referent für Grundsatz und Luftwaffenentwicklung in der Konzeptions- und Planungsabteilung des Führungsstabes der Luftwaffe und dann ab 1992 als Adjutant der Luftwaffe beim Generalinspekteur der Bundeswehr, General Klaus Naumann. 1994 übernahm Schachthöfer im Dienstgrad Oberst als Kommodore das Kommando über das Flugabwehrraketengeschwader 5 in Erding. Ab 1996 folgte wiederum eine internationale Verwendung im Stab des Allied Command Baltic Approaches (BALTAP) der NATO in Karup in Dänemark als Referatsleiter für Grundsatz und Planung. 1999 wurde Schachthöfer abermals nach Bonn in das Bundesministerium der Verteidigung versetzt und war dort bis 2003 als Referatsleiter für die Konzeption und Weiterentwicklung der Luftwaffe im Führungsstab der Luftwaffe (FüL III 1) eingesetzt.

### Generalsverwendungen
Ab April 2003 folgten dann zwei Verwendungen als stellvertretender Divisionskommandeur, zunächst bis Mai 2006 bei der 3. Luftwaffendivision in Berlin-Gatow und anschließend bis Juni 2007 bei der 4. Luftwaffendivision in Aurich. In diesen Zeiträumen wurde Schachthöfer mit Aufgaben im Einsatz betraut, von Februar bis August 2004 als Deputy Commander (DCOM) Air im Hauptquartier der International Security Assistance Force (ISAF) in Kabul/Afghanistan und von Mai bis Oktober 2006 als Leiter des Deutschen Verbindungskommandos beim Hauptquartier United States Central Command in Tampa/Florida. Ab Juli 2007 war Schachthöfer Kommandeur des Bundeswehrkommandos USA und Kanada in Reston, Virginia. Mit Ablauf des September 2010 wurde er in den Ruhestand versetzt.

### Ehrungen und Auszeichnungen
- Ehrenkreuz der Bundeswehr in Gold
- Einsatzmedaille der Bundeswehr ISAF
- NATO-Einsatzmedaille ISAF
- Legion of Merit (USA)

## Privates
Schachthöfer war verheiratet und römisch-katholisch.